# جيمي إينغليز
جيمي إينغليز (بالإنجليزية: Jimmy Inglis)‏ هو لاعب كرة قدم بريطاني في مركز الهجوم، ولد في 11 يوليو 1951 في Hillhead ‏ في المملكة المتحدة. لعب مع نادي كوينز بارك.